# Pseudechinolaena moratii
Pseudechinolaena moratii är en gräsart som beskrevs av Jean Marie Bosser. Pseudechinolaena moratii ingår i släktet Pseudechinolaena och familjen gräs. Inga underarter finns listade i Catalogue of Life.